# Цейлом
Цейлом (ингуш. «Цӏейлоам») — горный хребет в Джейрахском районе Республики Ингушетия. Главной вершиной является Гайкомд (ингуш. КхаькӀоамтӀе или Кхей-КӀоам). Высота над уровнем моря составляет 3171 метра.
Цейлом с древних времён являлась священной горой ингушей. С ней связано множество ингушских легенд и преданий.
С 2014 года здесь проводится международный фестиваль по бейсджампингу.

## История
В древние времена гора Цей-Лоам считалась священной для местного ингушского населения. Вахушти Багратиони в своем описании страны средневековых ингушей (груз. Дурдзукети) в 1745 году называет Цей-Лоам «горой Глигви», происходящей от грузинской формы ингушского самоназвания — Галгай.